# Netín
Netín (in tedesco Nettin) è un comune ceco situato nel distretto di Žďár nad Sázavou, nella regione di Vysočina.